# A lyga 2012
La A lyga 2012 è stata la 23ª edizione della massima divisione del calcio lituano. La stagione è iniziata il 10 marzo e si è conclusa l'11 novembre. L'Ekranas ha vinto il titolo per la settima volta, la quinta consecutiva.

## Novità
Le squadre che hanno ottenuto una licenza sono passate da 12 a 10. Tra queste, le prime otto classificate del campionato 2011, l'Atlantas, penultimo classificato, e il REO Vilnius, vincitore della 1 Lyga.

L'FBK Kaunas, decimo classificato, ha ottenuto solo la licenza per partecipare alla 1 Lyga, mentre Mažeikiai e Klaipėda non si sono iscritte.

## Avvenimenti
Nel luglio 2012, la LFF ha vietato al REO Vilnius di ingaggiare nuovi giocatori per non aver pagato le quote per gli arbitri. Il 21 luglio 2012, il REO Vilnius non si è presentato in campo per l'incontro con l'Ekranas; il REO Vilnius ha subito una sconfitta per 3-0 a tavolino e una multa di 6000 Lita.
In agosto il REO si è ritirato dal campionato, per mancanza di sponsor. Dato che però aveva giocato più di metà delle giornate, quelle partite sono considerate valide, mentre in tutti gli incontri successivi è stato assegnato il 3-0 a tavolino a favore degli avversari.

## Formula
Le 10 squadre partecipanti si sono affrontate per quattro volte, per un totale di 36 giornate.

La squadra campione di Lituania ha il diritto a partecipare alla UEFA Champions League 2013-2014 partendo dal secondo turno di qualificazione.

Le squadre classificate al secondo e terzo posto sono ammesse alla UEFA Europa League 2013-2014 partendo dal primo turno di qualificazione.

La vincitrice della Coppa nazionale è ammessa alla UEFA Europa League 2013-2014 partendo dal secondo turno di qualificazione.

## Squadre partecipanti
| Club           | Città       | Stadio             | Posizione 2011     |
| -------------- | ----------- | ------------------ | ------------------ |
| Atlantas       | Klaipėda    | Stadio Žalgiris    | 11º posto          |
| Banga Gargždai | Gargždai    | Stadio Gargždai    | 6º posto           |
| Dainava Alytus | Alytus      |                    | 8º posto           |
| Ekranas        | Panevėžys   | Stadio Aukštaitija | Campione           |
| Kruoja         | Pakruojis   | Stadio Cittadino   | 5º posto           |
| REO Vilnius    | Vilnius     | Stadio Žalgiris    | 1º posto in 1 Lyga |
| Sūduva         | Marijampolė | Stadio Sūduva      | 3º posto           |
| Šiauliai       | Šiauliai    | Stadio Savivaldybė | 4º posto           |
| Tauras         | Tauragė     | Stadio Vytauto     | 7º posto           |
| Žalgiris       | Vilnius     | Stadio Žalgiris    | 2º posto           |

## Classifica
|                     | Pos. | Squadra        | Pt | G  | V  | N | P  | GF | GS | DR  |
| ------------------- | ---- | -------------- | -- | -- | -- | - | -- | -- | -- | --- |
| Lituania (bandiera) | 1.   | Ekranas        | 88 | 36 | 27 | 7 | 2  | 83 | 25 | +58 |
|                     | 2.   | Žalgiris       | 87 | 36 | 27 | 6 | 3  | 80 | 22 | +58 |
|                     | 3.   | Sūduva         | 70 | 36 | 21 | 7 | 8  | 77 | 37 | +40 |
|                     | 4.   | Kruoja         | 65 | 36 | 20 | 5 | 11 | 56 | 31 | +25 |
|                     | 5.   | Šiauliai       | 55 | 36 | 17 | 4 | 15 | 79 | 57 | +22 |
|                     | 6.   | Banga Gargždai | 47 | 36 | 13 | 8 | 15 | 43 | 41 | +2  |
|                     | 7.   | Dainava Alytus | 32 | 36 | 9  | 5 | 22 | 42 | 71 | -29 |
|                     | 8.   | Atlantas       | 27 | 36 | 7  | 6 | 23 | 33 | 92 | -59 |
|                     | 9.   | Tauras         | 23 | 36 | 7  | 2 | 27 | 35 | 97 | -62 |
|                     | 10.  | REO Vilnius    | 19 | 36 | 5  | 4 | 27 | 26 | 81 | -55 |

Legenda:

      Campione di Lituania e ammessa alla UEFA Champions League 2013-2014

      Ammesse alla UEFA Europa League 2013-2014

      Retrocessa in 1. Lyga 2012

### Verdetti
- Campione:  Ekranas
- In UEFA Champions League 2013-2014:  Ekranas (al secondo turno di qualificazione)
- In UEFA Europa League 2013-2014:  Žalgiris e  Sūduva (al primo turno di qualificazione)
- Retrocessa in 1 Lyga:  REO Vilnius

## Risultati
|                  | Atl     | Ban     | Dai     | Ekr     | Kru     | REO     | Sūd     | Šia     | Tau     | Žal     |
| ---------------- | ------- | ------- | ------- | ------- | ------- | ------- | ------- | ------- | ------- | ------- |
| Atlantas         | ––––    | 1-1 2-2 | 0-0 2-1 | 0-3 1-2 | 0-1 2-1 | 0-0 4-2 | 0-4 1-5 | 0-3 1-2 | 0-5 4-1 | 0-1 3-4 |
| Banga            | 0-1 1-0 | ––––    | 2-1 5-0 | 1-1 0-2 | 1-1 1-0 | 2-2 2-1 | 0-1 0-0 | 0-1 2-1 | 1-0 4-0 | 1-2 0-0 |
| Dainava Alytus   | 1-0 1-2 | 0-0 0-4 | ––––    | 0-1 2-2 | 0-0 1-2 | 3-2 2-0 | 2-4 0-3 | 1-0 0-2 | 3-1 2-0 | 1-3 1-2 |
| Ekranas          | 2-0 6-2 | 3-0 2-0 | 3-2 3-0 | ––––    | 1-0 2-0 | 6-1 3-0 | 2-0 2-2 | 2-2 3-0 | 5-0     | 1-0 0-0 |
| Kruoja           | 5-1 5-0 | 1-0 2-1 | 2-0     | 1-1 0-2 | ––––    | 2-1 3-0 | 2-1     | 0-4 1-0 | 1-0 3-1 | 0-1     |
| REO Vilnius      | 3-0 0-3 | 1-0 0-3 | 1-0 0-3 | 0-1 0-3 | 2-2 0-3 | ––––    | 0-2 0-3 | 3-1 3-5 | 0-1 2-3 | 1-2 0-3 |
| Sūduva           | 6-0 2-0 | 3-1 3-0 | 3-1 3-2 | 3-1 2-3 | 0-1 1-1 | 0-0 3-0 | ––––    | 4-1 1-0 | 1-0 4-1 | 0-0 1-2 |
| Šiauliai         | 5-1 6-0 | 1-2 0-1 | 4-2 3-3 | 0-1 3-4 | 2-1 1-0 | 2-0 3-0 | 3-3 1-0 | ––––    | 7-3 7-2 | 2-2 2-4 |
| Tauras           | 0-0 1-1 | 3-2 1-3 | 2-4 1-3 | 1-2 0-2 | 0-4     | 2-0 3-0 | 1-4 1-2 | 1-0 0-4 | ––––    | 0-2 0-4 |
| Žalgiris Vilnius | 7-0 3-1 | 2-0     | 4-0 3-0 | 0-0 2-1 | 0-2 2-1 | 0-1 3-0 | 4-0 2-2 | 2-0 4-1 | 2-0 5-0 | ––––    |

## Classifica marcatori
| Gol |  |  | Giocatore              | Squadra                         |
| --- |  |  | ---------------------- | ------------------------------- |
| 35  |  |  | Artūras Rimkevičius    | Šiauliai                        |
| 20  |  |  | Rafael Ledesma         | Sūduva                          |
| 16  |  |  | Arsenij Buinickij      | Dainava Alytus (11) Ekranas (5) |
| 16  |  |  | Calum Elliot           | Žalgiris                        |
| 15  |  |  | Serhij Žyhalov         | Kruoja                          |
| 12  |  |  | Kamil Biliński         | Žalgiris                        |
| 11  |  |  | Povilas Lukšys         | Sūduva                          |
| 11  |  |  | Giorgi Alaverdashvili  | Banga Gargždai                  |
| 11  |  |  | Ramūnas Radavičius     | Ekranas (7) Žalgiris (4)        |
| 11  |  |  | Tino Lagator           | Atlantas                        |
| 10  |  |  | Vitalijus Kavaliauskas | Ekranas                         |
| 10  |  |  | Santiago Cesanelli     | Šiauliai                        |
| 9   |  |  | Igors Kozlovs          | Šiauliai                        |